# Cité Soleil
Cet article possède des paronymes, voir La Cité du Soleil et Cité du Soleil.
Cité Soleil est une commune d'Haïti, située dans le département de l'Ouest et dans l'arrondissement de Port-au-Prince.
Peuplée de 241 055 habitants (recensement par estimation de 2009), la commune est le plus grand bidonville de la conurbation constituée autour de la capitale du pays, Port-au-Prince.

## Histoire
Cité Soleil a été fondée dans les années 1960 par le président François Duvalier et portait à l'origine le nom de « Cité Simone », en référence à son épouse Simone Ovide.
La cité est depuis le début du XXIe siècle une zone anarchique ou la criminalité est extrêmement élevée. En appui de la police haïtienne, la Mission des Nations unies pour la stabilisation en Haïti (2004-2017) tente plusieurs fois d'y ramener l'ordre et y subit des pertes humaines          .
Le 20 février 2007, la MINUSTAH déclare avoir pris le contrôle de Cité Soleil tandis que deux casques bleus sont morts lors d'une fusillade la semaine précédente[réf. nécessaire], alors qu'ils étaient 700 à avoir bloqué le bidonville.
Durant la guerre des gangs en Haïti en cours depuis le début des années 2020, elle est sous l'emprise quasi totale d'organisations criminelles.
Entre les 7 et 8 décembre 2024, au moins 184 personnes, dont au moins 110 personnes âgées de plus de 60 ans, sont tuées par un chef de gang, après qu’un prêtre vaudou les a accusées d'avoir pratiqué la sorcellerie vaudou contre son enfant malade. Le bilan du massacre est annoncé par Volker Türk, le Haut-Commissaire de l'ONU aux droits de l'homme.

## Administration
La commune est constituée des sections communales de :
- Les Varreux 1
- Les Varreux 2